# Catrin Bünger
Catrin Bünger (* 28. November 1967) ist eine ehemalige deutsche Fußballspielerin.

## Karriere
Catrin Bünger, die bis 1982 für den TV Hoffnungsthal aus Rösrath spielte, gehörte der SSG 09 Bergisch Gladbach als Abwehrspielerin an, mit der sie dreimal das Finale um die Deutsche Meisterschaft erreichte. Ihre Premiere am 28. Juni 1986 im heimischen Stadion An der Paffrather Straße wurde jedoch mit der 0:5-Niederlage gegen den FSV Frankfurt jäh getrübt. Doch am 26. Juni 1988 gewann sie mit ihrer Mannschaft im heimischen Stadion An der Paffrather Straße den Titel im Elfmeterschießen; am Ende hieß es 5:4 gegen den KBC Duisburg. Diesen verteidigte sie mit ihrer Mannschaft am 8. Juli 1989 in Montabaur, da der TuS Ahrbach mit 2:0 bezwungen werden konnte. Ihr letztes Finale, am 24. Juni 1990 im Siegener Leimbachstadion ausgetragen, wurde gegen den TSV Siegen mit 0:3 verloren. Bünger spielte auch in der 1990 gegründeten Bundesliga noch für Bergisch Gladbach.

## Erfolge
- Deutscher Meister 1988, 1989